# Cantó de Champtoceaux
El cantó de Champtoceaux és una antiga divisió administrativa francesa del departament de Maine i Loira, situat al districte de Cholet. Té 9 municipis i el cap es Champtoceaux. Va desaparèixer el 2015.

## Municipis
- Champtoceaux
- Bouzillé
- Drain
- Landemont
- Liré
- Saint-Christophe-la-Couperie
- Saint-Laurent-des-Autels
- Saint-Sauveur-de-Landemont
- La Varenne

## Història
| Data d'elecció                           | Identitat                     | Partit                        | Qualitat |
| ---------------------------------------- | ----------------------------- | ----------------------------- | -------- |
| 1945-1994                                | René Le Bault de la Morinière | UNR, després UDR, després RPR |          |
| 1994-2013                                | Roger Chevalier               | UDF, després Divers droite    |          |
| 2013-2015                                | Brigitte Rey                  | Divers droite                 |          |
| les dades anteriors no són pas conegudes |                               |                               |          |
|                                          |                               |                               |          |

## Demografia
| A partir de 1990: Població sense dobles comptes |